# Wendy Becker
Pour les articles homonymes, voir Beker (homonymie).
Wendy Becker, née le 2 novembre 1965 aux États-Unis, également de nationalités britannique et italienne, est une dirigeante d'entreprises et administratrice de plusieurs institutions dans le monde.

## Biographie

### Enfance et formation
Wendy Becker naît le 2 novembre 1965, aux États-Unis. Elle détient également les nationalités britannique et italienne.
Elle est titulaire d'un bachelor en économie du Dartmouth College et d'un master de la Stanford Graduate School of Business,,.

### Parcours professionnel
Wendy Becker commence sa carrière dans le marketing et occupe différents postes au sein de Procter & Gamble. Elle devient partenaire de la société McKinsey, à San Francisco et à Londres,,.
Elle occupe le poste de directrice générale de TalkTalk Telecom,, puis occupe de 2009 à 2011 le poste de directrice marketing de Vodafone,, où elle remplace Franck Rovecamp. Elle occupe aussi un poste de direction à Carphone Warehouse. En septembre 2012, elle rejoint l'entreprise Jack Wills (en), un fabricant et distributeur de vêtements de grandes marques basé en Grande-Bretagne,, comme directrice d'exploitation. Devenue présidente directrice générale, le chiffre d'affaires augmentera en 2014 à 118 millions de livres sterling mais l'entreprise perd alors 6,7 millions de livres sterling avant imposition du fait de fermetures de magasins et de l'abandon de la marque Aubin & Wills dédiée aux 25-40 ans qui avait dépassé la marque originale. En août 2015, elle cède son poste et quitte l'entreprise tout en gardant ses parts et en restant au conseil d'administration, après que l'entreprise ait annulé son entrée à la Bourse de Londres.
En 2017, elle intègre en tant que membre externe le conseil d'administration de Logitech. Elle en est nommée présidente en septembre 2019,, devenant la première femme à présider une entreprise cotée au Swiss Market Index. En 2023, Logitech remporte le Prix du Cercle suisse des administratrices du fait de la position de sa dirigeante à être la première et seule femme à la tête d'un groupe suisse et pour ses actions de promotion de la diversité menées dans le groupe. Toutefois, la chute du chiffre d'affaires de Logitech, liée à la fin de la pointe des ventes en période de pandémie de Covid-19, n'aurait pas été suffisamment anticipée par la présidente, ce qui conduit le fondateur de l'entreprise Daniel Borel à militer en septembre 2023 contre sa réélection à la présidence,,

### Autres fonctions
Wendy Becker siège aux conseils d'administration de Sony Corporation et d'Oxford Nanopore Technologies. Elle est également membre des organes directeurs de l'université d'Oxford et de ses filiales,. Elle a occupé le poste de vice-présidente de Cancer Research UK comme mandataire de la fondation The Prince’s Trust. Elle a aussi siégé au conseil d'administration du NHS England.
En mai 2018, elle remplace Tony Cohen comme présidente du conseil d'administration de l'association caritative Barnardo's dédiée aux enfants.
En octobre 2022, elle succède à Dr Doug Gurr à la tête du conseil d'administration de la British Heart Foundation.

### Reconnaissance
Becker a été classée parmi les 50 femmes à suivre dans le commerce international par le Financial Times et a été finaliste en 2018 Sunday Times Non-Executive Director of the Year.